# リーガ2
リーガ2（Liga II）は、ルーマニアの最上位サッカーリーグであるリーガ1の1つ下のディビジョン（2部リーグ）である。以前はディヴィジアB（Divizia B）と呼ばれていたが、2006-07シーズンからリーガ2に改称された。スポンサー名を冠して、Liga 2 Casa Pariurilorの名称が用いられている。
2024-25シーズンからは22クラブでリーグ戦が行われる。

## 2025-26シーズン所属チーム
- CSC 1599シェリンバル
- CSアフマツィ
- FCバカウ
- FCビホル・オラデア
- FCチェアラゥル・ピアトラ・ネアムツ
- AFCキンディア・トゥルゴヴィシュテ
- FCコルヴィヌル・フネドアラ
- CSコンコルディア・キアジナ
- CSディナモ・ブカレスト
- CSグロリア・ビストリツァ＝ナサウド
- FCグロリア・ブザウ
- AFCメタルル・ブザウ
- CSMオリンピア・サトゥ・マーレ
- FCポリテフニカ・ヤシ
- CSMレシツァ
- シェプシOSKスフントゥ・ゲオルゲ
- CSMスラティナ
- CSAステアウア・ブカレスト
- CSトゥナリ
- CSウニレア・ウルジチェニ
- FCウニヴェルシタテア・クラヨーヴァ
- FCヴォルンタリ

## 歴代優勝クラブ
| シーズン | セリア1                          | セリア2                      |
| -------- | -------------------------------- | ---------------------------- |
| 2006-07  | デルタ・トゥルチャ               | Uクルジュ                    |
| 2007-08  | ブラショヴ                       | アルジェシュ・ピテシュティ   |
| 2008-09  | チェアラゥル・ピアトラ・ネアムツ | ウニレア・アルバ・ユリア     |
| 2009-10  | ヴィクトリア・ブラネシュティ     | FCMトゥルグ・ムレシュ        |
| 2010-11  | チェアラゥル・ピアトラ・ネアムツ | ペトロルル・プロイェシュティ |
| 2011-12  | ヴィートルル・コンスタンツァ[A]  | ポリテフニカ・ティミショアラ |
| 2012-13  | ボトシャニ                       | コロナ・ブラショヴ           |
| 2013-14  | CSMSヤシ                         | CSUクラヨーヴァ              |
| 2014-15  | ヴォルンタリ                     | ポリ・ティミショアラ         |
| 2015-16  | ラピド・ブカレスト               | ガズ・メタン・メディアシュ   |

- 太字は昇格を果たしたクラブ[3][4]

| シーズン | 優勝                           | 準優勝                     | その他の昇格クラブ                          |
| -------- | ------------------------------ | -------------------------- | ------------------------------------------- |
| 2017-18  | ドゥナレア・カララシ           | FCヘルマンシュタット       | なし                                        |
| 2018-19  | キンディア・トゥルゴヴィシュテ | アカデミカ・クリンチェニ   | なし                                        |
| 2019-20  | UTAアラド                      | アルジェシュ・ピテシュティ | なし                                        |
| 2020-21  | FC Uクラヨーヴァ               | FCラピド・ブカレスト       | CSミオヴェニ ファルル・コンスタンツァ (7位) |
| 2021-22  | ペトロルル・プロイェシュティ   | ヘルマンシュタット         | ウニヴェルシタテア・クルジュ                |
| 2022-23  | ポリテフニカ・ヤシ             | ステアウア・ブカレスト     | オツェルル・ガラツィ ディナモ・ブカレスト   |

出典
注
1. ^ ヴィートルル・コンスタンツァとCSMストゥデンツェスク・ヤシが勝ち点で並び、両チーム間の対戦成績（VII 1-1 STU, STU 1-0 VII）ではCSMSヤシが上回ったが[6]、公式サイトの記録では得失点差で上回ったヴィートルル・コンスタンツァが1位となっている[7]。